# Kata Tjuta
Kata Tjuṯa, (v jeziku pitjantjatjara Kata Tjuṯa = 'Veliko glav'; izgovorjava aboridžinov [kɐtɐ cʊʈɐ]), znana tudi kot Olgas), je skupina velikih, kupolastih kamnitih formacij ali izdankov, ki se nahajajo približno 360 km jugozahodno od Alice Springs, v južnem delu Severnega teritorija, osrednje Avstralije. Uluru, znan tudi kot Ayers Rock, ki se nahaja 25 km vzhodno, in Kata Tjuṯa tvorita dve glavni znamenitosti v narodnem parku Uluru-Kata Tjuṯa. Park velja za sveto mesto prebivalstva avstralskih staroselcev.
36 kop, ki sestavljajo Kata Tjuṯo, pokriva površino 21,68 km², je sestavljeno iz konglomerata, sedimentne kamnine, ki jo sestavljajo tlakovci in balvani različnih vrst kamnin, vključno z granitom in bazaltom, zacementirani z matrico peščenjaka. Najvišja kupola, gora Olga, ima 1066 m nmv ali približno 546 m nad okoliško ravnico in je višja od Uluruja. Kata Tjuta se nahaja na vzhodnem koncu ceste Docker River.

## Ime
Drugo ime, Olgas, prihaja z najvišjega vrha, Mount Olga. Po ukazu barona Ferdinanda von Muellerja je goro Olgo leta 1872 imenoval Ernest Giles, v čast  kraljice Olge Württemberške, 
(velike vojvodinje Rusije, hčere carja Nikolaja I.). Z možem kraljem Karlom I. Württemberškim sta prejšnje leto obeležila 25. obletnico poroke, tako da sta Muellerja med drugim povišala v Freiherr (baron). Poimenovanje je bil način poplačila komplimenta.
15. decembra 1993 je bila sprejeta politika dvojnega poimenovanja, ki je dovoljevala uradna imena, sestavljena tako iz tradicionalnega aboridžinskega kot angleškega imena. Kot rezultat, se je gora Olga preimenovala v Mount Olga / Kata Tjuṯa. 6. novembra 2002 je bil na zahtevo regionalnega turističnega združenja vrstni red dvojnih imen uradno obrnjen na Kata Tjuṯa / Mount Olga.

## Geološki izvor
Območje Kata Tjuṯa leži v kotlini Amadeus, znotrajkratonske kotline, ki je nastala v času Adelaidian pred približno 850–800 milijoni let. Med Petermannovo orogeneto, pred približno 550 milijoni let, je dogodek, znan kot Woodroffeov potisk, dvignil granulitne facijske kamnine proti severu nad nizko kakovostnimi metamorfnimi kamninami. Morebitna erozija formacije je povzročila molase ali odlaganje pred dvigajočimi gorami, v tem primeru Petermannovo orogenezo, da bi se ustvaril nanos, znan kot konglomerat Mount Currie. Konglomerat Mount Currie je pretežno izdelan iz bazalta, porfirja, granita, gnajsa in vulkanskih kamnin z matrikso (osnovo), sestavljeno iz kvarca, mikroklina in ortoklaza, med drugimi minerali.
Tako Uluru kot Kata Tjuṯa sta narejena iz usedlin, ki izvirajo iz tega konglomerata Mount Currie, in oba imata kemično sestavo, podobno granitu. Znanstveniki, ki uporabljajo tehnike datiranja Rb / Sr za natančno določanje datuma kamnine, so ji postavili starost 600 milijonov let, kar ustreza datumu dogodka Woodroffega potiska. Dejanska sveža kamnina, ki tvori Kata Tjuṯa in Uluru, je srednje do temno siva z zelenimi ali rožnatimi odtenki v nekaterih lamelah. Svetlo oranžno-rdeč odtenek, zaradi katerega so omenjene strukture, je posledica patine nad fino razdeljenim glinencem, prevlečenim z železovim oksidom.

## Legende
S tem krajem je povezanih veliko legend ljudstva Pitjantjatjara. Številne legende omenjajo velikega kralja kač Wanambija, ki naj bi živel na vrhu Kata Tjuṯe in se spusti le v sušnem obdobju. Njegov dih naj bi vetrič lahko spremenil v orkan, da bi kaznoval tiste, ki so delali zla. Večina mitologije, ki obkroža lokacijo, ni razkrita tujcem, zlasti ženskam. Kot je v navadi, so ženske, če so seznanjene z 'moškim poslom', dovzetne za nasilne napade, celo smrt. Ljudje Anangu verjamejo, da so velike skale Kata Tjuṯa domovi za duhovno energijo iz Sanjanja, od leta 1995 pa se mesto spet uporablja za kultne obrede.

## Galerija
- V dolini vetrov pri Kata Tjuṯa / Mount Olga.
- Kata Tjuṯa / Mount Olga.
- Zračni posnetek Kata Tjuṯa / Mount Olga.
- V narodnem parku Uluru Kata Tjuṯa
- Kata Tjuṯa / Mount Olga

## Opis
Zaradi trepetanja vročega zraka na širni peščeni planjavi avstralskega Severnega teritorija se lahko Kata Tjuta na prvi pogled zazdi kot privid. Iz tal se strmo dviga 36 skalnih kop in sestavlja okroglo gručo. Raziskovalcu Ernestu Gilesu, ki jih je zagledal leta 1872, so se zazdele »velikanske rožnate senene kopice, naslonjene druga na drugo.«
Med kopastimi griči so tesni in tokave, kamor sonce posije le na kratko in kjer včasih veter vznemirljivo zavija in tuli. Soteska v osrčju Olge, imenovana Dolina vetrov (Valley of the Winds) je z rdečimi stenami obdana zelena oaza, kjer med šopi bodičaste in orumenele trave trizobke rastejo akacije mulge, grmičasta meta in nebinovke. Tu in tam se pobliskavajo bela debla evkaliptov.
Visoko nad Dolino vetrov je razgledišče Kata Tjuta, s katerega se zgodaj zjutraj odpre čudovit pogled: živordeče kope preplavlja blaga sončna svetloba in poljane trizobke pod njimi žarijo rumeno kot zrelo žito. Kata Tjuta pomeni Veliko glav in je domorodsko ime za Kata Tjuto. Domorodci jih častijo - tako kot Uluru - kot del tjukurpe, to je svojih življenjskih pravil. Tla sotesk porašča gosto grmičevje, v votlinah ob vznožjih pa se skrivajo med drugim netopirji in plašni valaruji, ki se hranijo večinoma zvečer ali ponoči. Stene votlin so okrašene z skalnimi risbami.
Dežja je le okoli 200 mm na leto, vendar pa napolni nekaj skalnih kotličev, ki se na senčnih krajih dolgo ne izsušijo. Ob njih raste presenetljivo veliko rastlin, npr. breskvi podoben kvandong, ki ima voščene modrozelene liste in užitne rdeče mesnate sadeže.
Na zavetnih legah krasijo skale rdeči, zeleni in oranžni lišaji, ki so najbolj živobarvni na gori Liru (Kuščar). Kuščarji, gekoni, skinki in strupeni goži se skrivajo v talnih rovih in skalnih razpokah. Papigice skobčevke valijo v velikih skupinah in vzletajo kot zelen snežni metež. Kragulji in klinastorepi orli jadrajo visoko nad soteskami, barvita mulgna papiga pa gnezdi v votlih deblih.
Med soteskami z imeni, ki so povezana z izročilom domorodcev, je tudi Dolina mišje ženske; stene tesni so na gosto preluknjane z votlinami, ki sta jih v mehko skalo vdolbla dež in veter. Na jugovzhodni strani gora Kopa umirajočega kengurujskega moža ohranja zgodbo o možu, ki so ga napadli dingi; poč v skali ponazarja njegovo rano. Velike kope na zahodni strani po pripovedovanju domorodcev predstavljajo strašne Pungalunge, ki so bili ljudožerci. Jama v gori Olgi je brlog kače Wanampi, ki puha po soteskah besne sunke vetra, če so plemenski zakoni prekršeni. Ko se umiri se spremeni v mavrico.

## Močvirje zapre pot
Ernest Giles je pri raziskovanju prodrl v velik del avstralske notranjščine. Skupino Kata Tjuta je zagledal na obzorju leta 1872, vendar ni mogel do nje, ker mu je pot zaprlo slano blato 80 km severno od hribovja. Nekaj njegovih konj se je pogreznilo v blato do trebuha in jih je skoraj izgubil. Jezeru je dal ime Amadeusovo jezero - po španskem kralju, podporniku znanosti. Plitva jezerska voda se razlije in izgine, a včasih prekrije več kot 780 kvadratnih km ozemlja. Giles je šele leta 1873 našel pot okoli jezera do nenavadnega rdečega hribovja.
Zdaj vsako leto več kot 80 000 turistov obišče Olge, zlasti spomladi, ko cvetje preplavlja soteske. Kope so najlepše s poti po Olgini soteski, ki se zoži v tesen, preden se zapre v Dolino vetrov. Ob sončnem zahodu segajo na zahodni ravnini sence dreves in sipin do njihovih vznožij. Ko sonce toni in se noči, se barva skal počasi spreminja iz žareče rdeče v temno, zamolklo slezasto.